# The Entertainer
The Entertainer (от англ. — веселяк/естраден артист/конферансие) е най-известното рагтайм произведение на Скот Джоплин. Композирано е през 1902 г. The Entertainer става един от музикалните символи на тогавашната епоха. Асоциацията на звукозаписната индустрия в Америка го включва в десетката на „мелодиите на века“.